# Sidarowo
Sidarowo (auch Zidarovo geschrieben, bulgarisch Зидарово) ist ein bulgarisches Dorf in der Gemeinde Sosopol, Provinz Burgas. Das Dorf liegt inmitten des Strandscha-Gebirges, ca. 50 km westlich des Gemeindezentrums Sosopol und ca. 20 km südwestlich der Großstadt Burgas. Der nächstgelegene Ort ist das rund 10 km entfernte Dorf Iswor. Eine direkte Straßenverbindung zum Gemeindezentrum Sosopol gibt es nicht. Durch das Dorf fließt der Fakijska-Fluss, der im Mandra-See mündet.
Der Legende nach wurde das Dorf von Umsiedlern aus dem Dorf Tschernomorez im 17. Jahrhundert gegründet. Man vermutet, dass diese Umsiedlung mit den Piratenüberfälle in dieser Zeit im Zusammenhang steht (→ siehe Osmanische Herrschaft in Sosopol). 1913 ließen sich mehrere Familien von bulgarischen Flüchtlingen aus den Balkankriegen 1912/13 aus Ost- und Westthrakien (thrakische Bulgaren), hauptsächlich aus der Gegend um Kırklareli und Pınarhisar, im Dorf nieder. Bis heute sind einige der schnell errichteten, einfachen Unterkünfte (die sogenannten Scharon-Häuser) im Dorf erhalten. Bis 1934 trug das Dorf den Namen Djulgerli (bulg. Дюлгерли).

## Sehenswürdigkeiten
- Georgskirche, erbaut 1859 und heute Kulturdenkmal[3]
- Kirche Sweta Petka, 1945 von kommunistischen Parteifunktionären zerstört und 2009 wieder aufgebaut.
- Häuser aus der Wiedergeburtszeit (19. Jahrhundert), erbaut im typischen Strandscha-Still, einige davon wurden zu Kulturdenkmälern erklärt.
- Reste der mittelalterlichen Festung Kaleto
- Natursehenswürdigkeit Wodenizite
- Gedenktafel für Alexandar Goergiew-Kodschafalijata, angebracht 2008

## Persönlichkeiten
- Alexandar Goergiew-Kodschafalijata, bulgarischer Kaufmann
- Nikola Aleksandrow (* 1937), bulgarischer Politiker